# Tell Nebesha
Tell Nebesha est le nom actuel de l'ancienne Imet (Im.t), ancienne capitale du 19e nome de Basse-Égypte, avant d'être supplantée par Tanis pendant la Troisième Période intermédiaire.

## Site archéologique
Le site se compose de trois zones : le site du temple, la ville et le cimetière.
Un temple sur le site, dédié à la déesse Ouadjet, la déesse cobra de la Basse-Égypte, pourrait avoir été construit pendant la période ramesside. Pourtant, les inscriptions découvertes sur le site « indiquent clairement que l'occupation a commencé à la XVIIIe dynastie ». Ouadjet était vénérée dans la région comme la « Dame d'Imet ». Plus tard, elle a été rejointe par Min et Horus pour former une triade de divinités. Celle-ci était basée sur un modèle osiriaque identifié ailleurs en Égypte. L'enceinte contenait deux temples. Un plus petit a été daté par des dépôts de fondation nommant le roi Amasis de la XXVIe dynastie. Il semble avoir été dédié à la divinité Min. Le plus grand temple était dédié à Ouadjet.
Des monuments réutilisés du Moyen Empire ont également été découverts. Il est possible qu'ils aient été déplacés ici depuis un autre endroit.

## Fouilles archéologique
En 1886, alors qu'il travaillait pour l'Egypt Exploration Fund, Flinders Petrie y a effectué ses premières fouilles. Parmi les vestiges d'un ancien temple, Petrie a trouvé un sphinx royal, qui se trouve aujourd'hui au Museum of Fine Arts de Boston. On pense maintenant que la sculpture date de l'époque d'Amenemhat III (XIIe dynastie) ou plus tard. Petrie a conclu que le temple a été construit au cours de la XIIe dynastie, puis réutilisé à la XIXe dynastie sous Ramsès II.
Au cours des fouilles de Petrie, dans l'une des tombes les plus anciennes, près de deux cents statuettes funéraires sans inscription en poterie vernissée verte ont été découvertes ; et dans une autre tombe, près de trente mille perles de verre, d'argent et de lapis-lazuli ont été trouvées. Des pointes de lance en bronze, des amulettes, des scarabées ont également été découverts en grande quantité.
Petrie a également trouvé les restes d'une statue colossale assise de Ramsès II, un autel en granit du Moyen Empire, et les restes de deux statues-trônes du Moyen Empire taillées dans du grès rouge. Plus récemment, le Conseil suprême des Antiquités égyptiennes y a effectué des fouilles. Des sépultures du Moyen Empire et plus tardives ont été identifiées. Quelques tombes saïtes ont été découvertes au cours des saisons 1985/1986.

## Toponymie
Dans l'Égypte antique, le site a eu plusieurs noms :
| M17 | Aa15 | G17 | X1 | A17 | O49 |

| M17 | Aa15 | G17 | X1 | A17 | O49 |

| M17 | Aa15 | G17 | X1 | A17 | O49 |

| M17 | Aa15 | G17 | X1 | A17 | O49 |

| M17 | G17 | Z4 | M17 · M17 | Q7 | X1 · O49 |

| M17 | G17 | Z4 | M17 · M17 | Q7 | X1 · O49 |

| M17 | G17 | Z4 | M17 · M17 | Q7 | X1 · O49 |

| M17 | G17 | Z4 | M17 · M17 | Q7 | X1 · O49 |